# Edwardsville (Illinois)
Edwardsville è un comune degli Stati Uniti d'America, situato in Illinois, nella contea di Madison, della quale è anche il capoluogo.